# Anadia blakei
Anadia blakei is een hagedis uit de familie Gymnophthalmidae. De soort werd wetenschappelijk beschreven door Karl Patterson Schmidt in 1932.
De soortaanduiding blakei is een eerbetoon aan E.R. Blake. Het holotype, een volwassen vrouwtje, werd door Blake verzameld op Mount Turumiquire in de staat Sucre (staat) (Venezuela) op een hoogte van ongeveer 1.500 meter. Een paratype werd op dezelfde berg op 1.800 meter gevonden. De lengte van snuit tot anus bedraagt 91 millimeter, de breedte van de kop is 11 mm. Het lichaam is uniform bruin gekleurd aan de bovenzijde en bleker aan de onderzijde.